# WrestleMania I
WrestleMania (в хронологии известная как WrestleMania I) — первое в истории рестлинга PPV-шоу, производства американского рестлинг-промоушна World Wrestling Federation (WWF, ныне WWE). Это шоу стало первым в линейке шоу WrestleMania. Шоу прошло 31 марта 1985 года на арене «Мэдисон-сквер-гарден» в Нью-Йорке, Нью-Йорк, США. На шоу присутствовал 19 121 зритель. Шоу посмотрели более миллиона зрителей по закрытому телевидению, что сделало его самым крупным показом рестлинга в то время.
Шоу включало в себя девять матчей по рестлингу. Главным событием шоу был матч Халка Хогана и Мистера Ти против Родди Пайпера и Пола Орндорффа. Хоган и Мистер Ти выиграли матч после вмешательства «Ковбоя» Боба Ортона.

## Предыстория и продвижение
В 1980-х у World Wrestling Federation (WWF) Винса Макмэна главным конкурентом в индустрии рестлинга был Jim Crockett Promotions. Макмэн противопоставил успешному PPV Starrcade от Джимма Крокетта (который начали транслировать в 1983 году) запуск франшизы Рестлмании.
Для раскрутки первой Рестлмании, Винс Макмэн договорился о совместном продвижении с MTV, а некоторые знаменитости такие как Мухаммед Али, Либерэйс и Синди Лопер были задействованы в pay-per-view-шоу. WWF запустили два рестлинг-события в эфир MTV. Первое — The Brawl to End it All, запущенное 23 июля 1984 года, в котором был показан один матч в прямом эфире с шоу в «Мэдисон-сквер-гардене». Венди Рихтер победила Невероятную Мулу за WWF Women’s Championship, с Лопер на её стороне. На The War to Settle the Score, которое транслировалось 18 февраля 1985 года, Лейлани Кай, сопровождаемая Мулой, победила Рихтер, которую снова сопровождала Лопер, и выиграла женское чемпионство WWF.
Два других титула также защищались на «Рестлмании»: WWF Intercontinental Championship и WWF Tag Team Championship. Перед началом pay-per-view-шоу, Грег Валентайн враждовал с Тито Сантаной за пояс. Валентайн победил Сантану 24 сентября 1984 года за титул. Майк Ротундо и Барри Уиндэм выиграли WWF Tag Team Championship за три месяца до «Рестлмании» у команды Эдриана Адониса и Дика Мердока.
За несколько месяцев до первой «Рестлмании», Родди Пайпер начал вести своё ток-шоу Piper’s Pit. В одном из эпизодов шоу он ударил Джимми Снуку по голове кокосом, что привело к их вражде. В рамках сюжета Пайпер нанял себе в телохранители «Ковбоя» Боба Ортона. В другом эпизоде Piper’s Pit, Пайпер выступил против Rock 'n' Wrestling connection (сотрудничество между WWF и людьми из музыкальной индустрии), что привело к конфронтации с Халком Хоганом. В феврале 1985 года они встретились на ринге. Хоган победил по дисквалификации после вмешательства Пола Орндорффа и Мистера Ти. Их вражда привела их к матчу на «Рестлмании».
В рамках промоакции, Хоган появился на шоу «Горячие предложения» за четыре дня до «Рестлмании», где он захватил Ричарда Белзера в front chinlock — движение, которое перекрывает приток крови к мозгу. Белзер, однако, упал на пол без сознания и начал кровоточить. Белзер позднее подал иск Хогану на $ 5 млн, но в конечном счёте иск урегулирован без судебного разбирательства. В ночь перед «Рестлманией» Хоган и Мистер Ти были гостями на шоу Saturday Night Live, чтобы способствовать продвижению мероприятия.

## Событие

### Предварительные матчи
Первый матч был между Тито Сантаной и Палачом (Бадди Роуз). Сантана победил после коронного «захвата-четверки». После матча, Кинг Конг Банди, сопровождаемый Джимми Хартом, и «Специальная доставка» Джонс (Конрад Эфраим), направились к рингу. Ударив противника об турнбакл и приземлившись на его живот, Банди победил Джонса в рекордное время. Официально по версии WWF матч длился девять секунд, хотя на самом деле время матча — около 23 секунд.
Следующий матч был между Рикки Стимботом и Мэттом Борном. У Стимбота было преимущество, пока Борн не кинул его на мат, использовав бэлли-ту-бэлли суплекс. После летящего кроссбади Стимбот удержал Борна для победы. После того, как матч закончился, Дэвид Саммартино, в сопровождении своего отца Бруно Саммартино, и Брутус Бифкейк, в сопровождении Джонни Вэлианта (Джон Салливан) вышли на ринг. В матче было попеременное преимущество. После того, как Бифкейк выбросил Дэвида Саммартино с ринга, Вэллиант поднял его и бросил на цементный пол. Затем он затолкал Саммартино обратно на ринг. Через некоторое время все четверо мужчин начали борьбу на ринге, и матч закончился без результата.
| Роль:             | Имя:                        |
| ----------------- | --------------------------- |
| Комментатор       | Горилла Монсун              |
| Комментатор       | Джесси Вентура              |
| Интервьюер        | Джин Окерланд               |
| Интервьюер        | Лорд Альфред Хэйс           |
| Диктор            | Говард Финкель              |
| Диктор            | Билли Мартин (Главный матч) |
| Судьи             | Джек Лутц                   |
| Судьи             | Дик Кролл                   |
| Судьи             | Джои Марелла                |
| Судьи             | Пат Паттерсон               |
| Специальный гость | Либерэйс                    |

Первая защита титула на «Рестлмании» была между Помойным псом и действующим интерконтинентальным чемпионом Грегом Валентайном, которого сопровождал на ринг Джимми Харт. Мусорный пес сразу пошел в наступление, проводя сопернику хэдбатты и удары. Во время матча Харт поднялся на апрон, где Валентайн случайно ударил его. Позже Валентайн удержал Мусорного Пса, положив ноги на канаты, что является нарушением правил. В результате, Тито Сантана подбежал к рингу и сказал о том что случилось судье. Матч был возобновлён и Мусорный Пес выиграл по отсчёту. Однако Валентаин сохранил звание чемпиона, так как титул не передается по отсчёту. Следующий матч был за командное чемпионство WWF. Николай Волков и Железный Шейх, сопровождаемые к рингу Фредди Блэсси, бросили вызов чемпионам — «Американскому экспрессу» (Майку Ротундо и Барри Уиндэму), сопровождаемые к рингу Лу Альбано. «Американский экспресс» доминировали в начале матча, пока Волков и Шейх не взяли преимущество над Ротундо. Тогда Ротундо передаёт тег Уиндэму, который проводит «бульдог» Шейху. После того как «Американский экспресс» чуть ли не одержал победу, Шейх ударил Уиндэма по голове тростью Блэсси, пока судья этого не видел. Волков удержал соперника и они вместе с Шейхом стали новыми командными чемпионами.

### Главные матчи
В следующем матче на кону стояли 15 000 долларов, а для победы нужно было провести противнику Боди Слэм. В матче участвовали Андре Гигант и Большой Джон Стадд, которого сопровождал Бобби Хинан. Также, если Андре проиграет, то он должен будет покинуть WWF. В начале матча Андре оборонялся, иногда проводя чопы и хэдбатты. После нескольких ударов Андре смог поднять Стадда на плечо и провести ему Боди Слэм для победы. Андре начал бросать выигранные деньги аудитории. Хинан смог схватить сумку с оставшимися деньгами и убежал с арены. В результате победы Андре оставил свою непобедимую полосу невредимой.
После того, как все покинули арену, настало время для матча за женское чемпионство WWF между Венди Рихтер, с Синди Лаупер, и Леилани Кай, с бывшей чемпионкой Невероятной Мулой. Вскоре после начала матча, Мула схватила Рихтер, но Лаупер спасла её от нападения. Кай выполняет Летящий Кроссбади, но Рихтер смогла перевести её в позицию для удержания. Удержав противницу, Рихтер стала новой чемпионкой среди женщин WWF.
Главным и последним матчем стал матч Халка Хогана, действующего WWF чемпиона, и Мистера Ти, сопровождаемые Джимми Снукой, против Родди Пайпера и Пола Орндорффа, в сопровождении «Ковбоя» Боба Ортона. Профессиональный боксер Мухаммед Али был специальным судьёй. Сначала к рингу вышли Пайпер, Орндорфф и Ортон под звуки волынки и барабана, заставляя толпу неодобрительно гудеть. Следующими к рингу вышли любимцы толпы Хоган, Ти и Снука. Матч начали Мистер Ти и Пайпер обменом ударами. В середине матча все четверо начали драку на ринге и Али ударил Пайпера, пытаясь восстановить порядок. После восстановления порядка Орндорфф и Пайпер перешли в наступление. Орндорфф захватил Хогана в Фулл-Нельсон, а Ортон залез на верхний канат, чтобы попытаться нокаутировать Хогана. Вместо этого Ортон ошибочно ударил Пола и Хоган удержал его для победы в матче. В разочаровании, Пайпер нокаутировал другого должностного лица, Пэта Паттерсона, и ушел за кулисы.

## Последствия
Примерно через три месяца после «Рестлмании», Николай Волков и Железный Шейх проиграли титулы командных чемпионов WWF Американскому Экспрессу. Они носили титул до августа, после чего проиграли их Брутусу Бифкейку и Грегу Валентайну. Этот дуэт, который позже называли «Команда Мечты» обновили командный дивизион и враждовали с Британскими Бульдогами. Валентайн проиграл Интерконтинентальный титул Тито Сантане после Рестлмании. Сантана, у которого Валентайн и выиграл пояс в сентябре 1984 года, вернул себе титул, победив в матче в клетке (матч по обычным правилам, но ринг окружен клеткой) 6 июля 1985 — спустя почти год после начала их вражды.
После того, как Андре Гигант победил Большого Джона Стадда на Рестлмании, Стадд сформировал команду с Кинг-Конг Банди. Этот дуэт неоднократно сталкивается с Андре и Халком Хоганом. Позже команда Стадда и Банди объединились в Гандикап матче — двое против одного в поединке против Андре Гиганта, который возобновил вражду между Андре и Стаддом.
В конце 1985 года, Венди Рихтер потеряла титул Женской чемпионки в матче против Невероятной Мулы. Мула, которая боролась в маске и была более известна как Леди Паук, завоевала титул после того, как судья объявил окончание матча в её пользу, но Рихтер не знала о планируемом проигрыше титула. Вскоре после этого Рихтер покинула WWF и Мула носила титул примерно два года.
В новом сюжете после «Рестлмании» Родди Пайпер начал тренировать «Ковбоя» Боба Ортона, как боксера. Халк Хоган принял вызов от имени Мистера Ти, чтобы встретиться с Ортоном в матче 15 февраля 1986 года на Saturday Night's Main Event. После того, как Мистер Ти выиграл матч, Ортон и Пайпер напали на него, что привело к матчу по правилам бокса между Мистером Ти и Родди Пайпером на «Рестлмании-2». На второй ежегодной «Рестлмании», Пайпер был дисквалифицирован в третьем раунде.

## Критика
"The [main event] match itself isn't a classic but what it lacks in a scientific display it makes up for in humour."
Джон Пауэлл из «SLAM! Wrestling» оценил событие как среднее, заявив, что оно «было не самым лучшим …». Несмотря на общий рейтинг, он похвалил несколько моментов, в том числе удар Ортона по Орндорффу, победу Кинг-Конга Банди, и то, как Андре Гигант бросал деньги в толпу. Пауэлл отметил, что рестлинг Мистера Ти — его нелюбимый момент PPV. Он заявил, что главный матч, в котором принял участие Мистер Ти, стал юмористическим из-за отсутствия техники.
А вот Pro Wrestling Illustrated назвал главный матч матчем года по результатам голосования болельщиков. Матч также включен «50 величайших моментов в МСГ», показанное в эфире в июле 2007 года, он занял 30 место. В декабре 2002 по версии Wrestling Digest матч занял 5-е место в рейтинге самых запоминающихся двадцати пяти матчей за последние двадцать пять лет. Повторяя мысли Джона Пауэлла, Кевин Эк из Wrestling Digest заявил, что «сам матч был далек от технического рестлинга, но он поставлен в условия развлечения толпы». В другой статье Wrestling Digest, написанной Кейтом Лория, главный матч занимает третье место в десятке лучших матчей в истории «Рестлмании». В отличие от Пауэлла, Лория считает, что Мистер Ти «оказался адекватным борцом».

## Результаты
| № | Матч | Тип матча                                                  | Время |
| - | --- | ---------------------------------------------------------- | ----- |
| 1 | Тито Сантана победил Палача | Одиночный матч                                             | 04:50 |
| 2 | Кинг-Конг Банди (с Джимми Хартом) победил «Специальная доставка» Джонса                                                              | Одиночный матч                                             | 00:09 |
| 3 | Рикки Стимбот победил Мэтта Борна | Одиночный матч                                             | 04:37 |
| 4 | Дэвид Саммартино (с Бруно Саммартино) и Брутус Бифкейк (с Джонни Вэлиантом) закончили матч по двойной дисквалификации                | Одиночный матч                                             | 12:43 |
| 5 | Помойный пёс победил Грега Валентайна (c) (с Джимми Хартом) по отсчету                                                               | Одиночный матч за титул Интерконтинентального чемпиона WWF | 07:05 |
| 6 | Николай Волков и Железный Шейх (с Фредди Блэсси) победили «Американский экспресс» (Майка Ротундо и Барри Уиндема) (c) (с Лу Альбано) | Командный матч за титул Командных чемпионов WWF            | 06:55 |
| 7 | Андре Гигант победил Большого Джона Стадда (с Бобби Хинаном)                                                                         | $15,000 Body Slam Challenge                                | 05:53 |
| 8 | Венди Рихтер (с Синди Лопер) победила Леилани Кай (c) (с Невероятной Мулой)                                                          | Одиночный матч за титул Чемпионки женщин WWF               | 06:12 |
| 9 | Халк Хоган и Мистер Ти (с Джимми Снукой) победили Родди Пайпера и Пола Орндорффа (с «Ковбоем» Бобом Ортоном).                        | Командный матч                                             | 13:13 |